# Långholmen, Kyrkslätt
Långholmen med Biskopsnäsholmen är en ö i Finland. Den ligger i Finska viken och i kommunen Kyrkslätt i landskapet Nyland, i den södra delen av landet. Ön ligger omkring 32 kilometer sydväst om Helsingfors.
Öns area är 9,7 hektar och dess största längd är 0,5 kilometer i nord-sydlig riktning.

## Delöar och uddar
- Långholmen 59°59′47″N 24°29′42″Ö / 59.99629°N 24.49493°Ö
- Biskopsnäsholmen 59°59′45″N 24°29′30″Ö / 59.99587°N 24.49156°Ö